# Illice lycomorphodes
Illice lycomorphodes là một loài bướm đêm thuộc phân họ Arctiinae, họ Erebidae.